# Métro de Machhad
Le métro de Machhad est un réseau de métro desservant la ville de Machhad deuxième ville d'Iran peuplée de près de 3 millions d'habitants et située au nord-est du pays. Le réseau qui doit comprendre à terme 4 lignes fonctionne depuis 2011. Courant 2017 deux lignes représentant 32 kilomètres et 33 stations sont ouvertes.

## Historique
Plusieurs études sur le futur système de transport de la ville de  Machhad sont menées en 1994 et 2002-2004 et débouchent sur la décision de construire un réseau de transport lourd comprenant 4 lignes. La construction de la ligne 1 débute en décembre 1999. Le tronçon Nakhrisi-Vakilabad long de 19,5 kilomètres  est inauguré le 24 avril 2011. La ligne est prolongée de 4,5 kilomètres le 6 février 2016 jusqu'à l'aéroport international Shahid Hashemi Nejad. La ligne ainsi achevée atteint 24 kilomètres de long et comporte 24 stations. En février 2017 la ligne est ouverte partiellement sur 8 kilomètres et assure un service partiel en matinée. En 2017 les travaux sont en cours simultanément sur la ligne 2 et la ligne 3. .

## Réseau
Le réseau de métro de Machhad sera constitué à terme de 4 lignes représentant une longueur de 85 kilomètres. En 2017 seules deux lignes sont opérationnelles. La ligne 1 orientée nord-ouest/sud-est est longue de 24 kilomètres et comprend 24 stations. Elle est souterraine sur 15,5 kilomètres et circule en surface sur le reste du parcours. 11 stations sont en surface et 13 sont en sous-sol. La ligne a une capacité de 170 000 passagers par jour. La ligne 2 orientée nord-sud est longue de 14,5 kilomètres et comprend 13 stations dont seulement 7 sont ouvertes en 2017. La troisième ligne, longue de 28,5 kilomètres et comprenant 24 stations, doit être construite en deux phases. La première phase est en cours en 2017 et porte sur 11,5 km. La quatrième ligne longue de 17,5 kilomètres comprendra 15 stations. La voie est à écartement normal (1 435 mm) et l'alimentation électrique se fait par caténaire.

## Matériel roulant
La ligne 1 utilise 60 rames de trois voitures à plancher bas pouvant transporter 270 passagers dont 60 personnes assises. Chaque voiture est longue de 11,8 mètres pour 2,65 mètres de large et 3,58 mètres de long. La vitesse maximale est de 70 km/h et la vitesse commerciale est de 34,5 km/h. Ce matériel est fourni par le constructeur chinois CRRC Changchun Railway Vehicles implanté à Changchun dans la région de Jilin. La même société fournit les rames de la ligne 2 toutefois seules les 3 premières rames sont construites en Chine. Les suivantes sont fabriquées dans le cadre d'une joint venture montée avec un constructeur iranien implanté à Téhéran qui prévoit une capacité de production annuelle de 300 voitures de métro et 200 voitures de banlieue à double étage.

## Exploitation
Sur la ligne 1 les trains circulent de 6h à 22 h 00 tous les jours de la semaines  sauf le samedi (7h-22h) avec une fréquence de 4,5 à 6 minutes. Sur la ligne 2 partiellement ouverte, le service n'est ouvert que de 6h à 13h avec une fréquence de 20 minutes.